# Eleição municipal de Fortaleza em 1954
As eleições municipais de Fortaleza em 1954, aconteceram no dia 3 de outubro, como parte das eleições municipais no Brasil em 1950. Foi a quarta eleição municipal realizada na cidade de Fortaleza. Foram eleitos um prefeito, e 21 vereadores. O prefeito titular, à época da eleição, era Paulo Cabral de Araújo.
Acrísio Moreira da Rocha sagrou-se novamente vencedor na disputa para prefeito, retornando a prefeitura após quatro anos. Acrísio recebeu 41,17% dos votos válidos, derrotando três adversários, sendo os principais Ari de Sá Cavalcante e o Ex-prefeito Raimundo Girão.

## Candidatos
Foram apresentadas quatro candidaturas à prefeito:
Nota: a tabela a seguir está organizada por ordem alfabética de candidatos.
| Prefeito(a)                  | Prefeito(a) | Prefeito(a) | Prefeito(a)   |
| Candidato                    | Partido     | Partido     | Coligação     |
| ---------------------------- | ----------- | ----------- | ------------- |
| Acrísio Moreira da Rocha     |             | PR          | Sem coligação |
| Ari de Sá Cavalcante         |             | PSD         | Sem coligação |
| Denizard Macêdo de Alcântara |             | PRP         | Sem coligação |
| Raimundo Girão               |             | UDN         | Sem coligação |

Fonte: 

## Resultados

### Prefeito
| Candidato(a)                  | Turno Único 3 de outubro de 1954 | Turno Único 3 de outubro de 1954 |
| Candidato(a)                  | Total                            | Percentagem                      |
| ----------------------------- | -------------------------------- | -------------------------------- |
| Acrísio Moreira da Rocha (PR) | 24.465                           | 41,17%                           |
| Ari de Sá Cavalcante (PSD)    | 14.975                           | 25,20%                           |
| Raimundo Girão (UDN)          | 14.629                           | 24,62%                           |
| Denizard Macêdo de Alcântara  | 5.357                            | 9,01%                            |

Fonte:
| Partido | Partido | Candidato       | Votos  | Votos (%) |
| ------- | ------- | --------------- | ------ | --------- |
|         | PR      | Acrísio Moreira | 24 465 | 41,17%    |
|         | PSD     | Ari de Sá       | 14 975 | 25,2%     |
|         | UDN     | Raimundo Girão  | 14 629 | 24,62%    |
|         | PRP     | Denizard Macêdo | 5 357  | 9,01%     |
| Totais  | Totais  | Totais          | 59 426 |           |

## Vereadores Eleitos
| Candidato                       | Partido/Coligação | Votação |
| ------------------------------- | ----------------- | ------- |
| JOSE MARTINS                    | UDN               | -       |
| ROBERTO DE CARVALHO ROCHA       | -                 | -       |
| JOSE BARROS DE ALENCAR          | PTB               | -       |
| RENÉ DE PAIVA DREYFUSS          | -                 | -       |
| JOSE BATISTA DE OLIVEIRA        | UDN               | -       |
| RAIMUNDO FERREIRA XIMENES NETO  | PR                | -       |
| RAIMUNDO OSEAS DE AGUIAR ARAGÃO | PTB               | -       |
| JOSE RIBAMAR DE VASCONCELOS     | PRT               | -       |
| ANTONIO ADEMAR DE ARRUDA        | -                 | -       |
| CARLOS MAURO CABRAL BENEVIDES   | PSD               | -       |
| WALTER CAVALCANTE SÁ            | PSD               | -       |
| JOAO CAVALCANTE FIGUEIREDO      | -                 | -       |
| DORIAN SAMPAIO                  | PSD               | -       |
| DJALMA EUFRASIO RODRIGUES       | PL                | -       |
| RAIMUNDO GOMES TAVARES          | PSP               | -       |
| AGAMENON FROTA LEITAO           | PSP               | -       |
| MANUEL LOURENÇO DOS SANTOS      | -                 | -       |
| BEZALIEL TEIXEIRA DE CASTRO     | -                 | -       |
| PEDRO PAULO MOREIRA DE OLIVEIRA | -                 | -       |
| ANTONIO FERNANDO BEZERRA        | -                 | -       |
| VALDEMAR PEDRO DOS SANTOS       | -                 | -       |

Fonte: 
OBS: No banco de dados do TRE-CE, consta apenas o nome dos eleitos, sem a informação dos respectivos partidos e votos obtidos.